# Valentino Guseli
Valentino Guseli (Canberra, 1º aprile 2005) è uno snowboarder australiano, specializzato in slopestyle, halfpipe e big air.

## Biografia
Originario di Canberra e attivo in gare FIS dal luglio 2018, Valentino Guseli ha debuttato in Coppa del Mondo il 23 gennaio 2021, giungendo 8º nello slopestyle a Laax. Il 6 marzo 2022 ha ottenuto nella stessa specialità, a Bakuriani, il suo primo podio nel massimo circuito, chiudendo al secondo posto nella gara vinta dal tedesco Leon Vockensperger. Si è aggiudicato la prima vittoria il 10 dicembre 2022 a Edmonton. Nella stagione 2022-2023 ha vinto la Coppa del Mondo di big air. Nella stessa stagione ha vinto la sua prima medaglia iridata, l'argento nell'halfpipe di Bakuriani 2023.

## Palmarès

### Mondiali
- 1 medaglia:
  - 1 argento (halfpipe a Bakuriani 2023)

### Winter X Games
- 1 medaglia:
  - 1 bronzo (superpipe ad Aspen 2023)

### Coppa del Mondo
- Vincitore della Coppa del Mondo generale di freestyle nel 2023 e nel 2024
- Vincitore della Coppa del Mondo di big air nel 2023
- 9 podi:
  - 2 vittorie
  - 4 secondi posti
  - 3 terzi posti

#### Coppa del Mondo - vittorie
| Data             | Luogo    | Paese  | Disciplina |
| ---------------- | -------- | ------ | ---------- |
| 10 dicembre 2022 | Edmonton | Canada | BA         |
| 10 febbraio 2024 | Calgary  | Canada | HP         |

Legenda:

HP = Halfpipe

BA = Big air